# Foursquare
Foursquare (сокращённо: 4sq) — социальная сеть с функцией геопозиционирования, предназначенная в основном для работы с мобильными устройствами. Данный сервис доступен пользователям не только с устройствами, которые оборудованы GPS-навигацией, например пользователям смартфонов, но и просто для работы с любым сотовым телефоном. Если мобильный телефон не оборудован GPS-навигацией, то местоположение определяется с помощью сервиса LBS. Пользователи отмечаются («check-in») в различных заведениях с помощью мобильной версии веб-сайта, SMS-сообщения или же специального приложения, разработанного под определённую ОС мобильного устройства. Каждая такая отметка позволяет пользователю зарабатывать foursquare-баллы, а в некоторых случаях и «бейджи».

## История
Авторами сервиса, запущенного в 2009 году, являются Деннис Кроули и Навин Сельвадурай. Первый до этого уже имел опыт работы с похожей системой Dodgeball, в рамках его дипломного проекта в Нью-Йоркском университете. Впоследствии компания Google приобрела Dodgeball в 2005, а спустя четыре года, в 2009, сервис был заменён приложением Google Latitude. Пользователи могли использовать Dodgeball только с помощью технологии SMS-сообщений.
В марте 2011 года компания Foursquare Labs, Inc объявила о регистрации семимиллионного пользователя, а по состоянию на 21 апреля 2011 число зарегистрированных пользователей составляло более 8 миллионов с ежедневным темпом прироста около 35 000 пользователей.
С мая 2014 года возможность выполнять чекины в заведениях из Foursquare была удалена и перенесена в отдельное приложение — Swarm. С тех пор сервис стал позиционироваться как приложение для рекомендаций путешественникам, какое место стоит посетить (как TripAdvisor, Yelp). Рекомендации формируются на основании предпочтений пользователя, рейтинга локации и подсказок, оставленных другими пользователями Foursquare.
11 февраля 2016 года Delivery.com сообщил об интеграции с Foursquare, что позволило делать заказы с помощью нового мобильного приложения.
В мае 2019 года Foursquare приобрела Placed у Snap Inc. В апреле 2020 года Foursquare объявила о слиянии с Factual Inc.  В мае 2021 года Foursquare приобрела Unfolded, платформу для объединения, обогащения, визуализации и аналитики геопространственных данных.
22 октября 2024 команда Foursquare разослала пользователям письмо, в котором говорится о принятии решения закрыть проект Foursquare City Guide, следующего содержания: 
«Мы надеемся, что вам нравился Foursquare City Guide, и благодарим вас за вашу лояльность. После многих замечательных лет вместе мы приняли решение закрыть приложение Foursquare City Guide 15 декабря 2024 года, а веб-сайт будет закрыт вскоре после этого. 
Вы все еще сможете использовать приложение до 23:59 15 декабря 2024 года по североамериканскому восточному времени(EST). После этого вы больше не будете иметь доступа к Foursquare City Guide. Вы можете продолжать использовать City Guide на сайте до начала 2025 года, точная дата закрытия будет объявлена позднее.
Альтернативы приложению: Продолжайте свое путешествие с Swarm, где вы можете делиться своими местоположениями с друзьями и сохранять записи о своих впечатлениях. Ожидайте новых функций и возможностей, которые будут добавлены в ближайшее время!»

## Особенности
Foursquare является веб- и мобильным приложением, которое позволяет пользователю соединяться с друзьями, обновлять своё и узнавать их местоположение. Очки начисляются за каждый «чек-ин» в объектах. Пользователи могут также настроить трансляцию публикаций об их местонахождении в Twitter и Facebook. Начиная с версии 1.3 версия приложения для iPhone позволяет получать push-уведомления об обновлении статуса друзей, которые называются «пингами» (pings).

### Мэрство
Если пользователь в течение последних 30 дней отмечался в определённом объекте больше дней, чем кто-либо из прочих посетителей (здесь имеется в виду такой принцип подсчёта отметок: 1 день — 1 отметка), и если в профиль пользователя была загружена фотография, то он объявляется «мэром» этого объекта и сохраняет это звание до того момента, пока количество отметок другого участника не превзойдёт количество отметок мэра. Начиная с 26 августа 2010 года foursquare также уведомляет пользователя о количестве оставшихся дней до момента, когда он может стать мэром заведения. Пользователь может быть мэром нескольких мест одновременно, в таком случае количество таких мест не ограничивается системой.

### Бейджи
Бейджи (Badges) зарабатываются пользователями за отметки в различных местах. Существуют специальные бейджи, которые можно получить, отмечаясь только в определённых городах, или же отмечаясь только в определённых заведениях-партнёрах. Foursquare периодически меняет способы получения бейджей, однако, как только пользователь однажды получил определённый его вид, он навсегда остается в его профиле (однако бейдж может быть удалён пользователем самостоятельно — при удалении чекина, за который этот бейдж был получен). Например, для получения некоторых бейджей, пользователь должен несколько раз отметиться в том или ином заведении, открыть для себя определённое количество новых заведений и т. п. Сотрудники foursquare стараются не разглашать информацию о том, как получать бейджи, ограничиваясь лишь небольшими подсказками. Некоторые бейджи похожи друг на друга визуально, однако отличаются условием, необходимым для их получения. Существуют бейджи, которые имеют одинаковое название, однако способ получения также варьируется (например, бейджи Far Far Away, Trifecta и I’m on a Boat). Foursquare не публикует полного списка всех существующих бейджей, однако некоторые веб-сайты отслеживают все мероприятия, и стараются поддерживать свои списки бейджей в актуальной форме.
22 октября 2010 года, астронавт Дуглас Уилок разблокировал бейдж NASA Explorer, отметившись в Foursquare с Международной космической станции.
В мае 2014 года, после разделения сервиса на Foursquare и Swarm, бейджи были удалены из приложения. Вместо них в Swarm появились стикеры, которые можно добавлять к чекину или использовать при редактировании фотографий. Как и ранее бейджи, стикеры можно разблокировать, посещая заведения из различных категорий.

### Статус суперпользователя
Сервис предоставляет десять уровней статуса суперпользователя («Superuser status») (не следует путать с бейджем «Super User»). Этим статусом наделяются пользователи, которые часто отмечаются в Foursquare или добавляют новые объекты в систему.
- Суперпользователь уровня 1 может изменять информацию объекта (адрес, телефон, твиттер-аккаунт, местоположение на карте), обозначать места как закрытые, а также уведомлять Foursquare о дубликатах уже имеющихся объектов.
- Суперпользователь уровня 2 обладает всеми возможностями суперпользователя первого уровня, может добавлять веб-страницу места, объединять дубликаты мест, удалять теги и добавлять любые категории ко всем местам системы.
- Суперпользователь уровня 3, помимо возможностей суперпользователя второго уровня, имеет способность создавать и удалять псевдонимы мест, а также имеет доступ в «глобальную очередь» для различных инструментов SU, таких как слияние запросов, неправильно указанные места, и может предлагать изменения адреса во всех городах, в то время, как SU уровня 1 могут лишь иметь доступ к списку запросов лишь в городе, где они в настоящее время находятся (а SU2 — к списку запросов по стране).

## Устройства
Foursquare имеет собственные приложения для устройств с ОС iOS, Symbian, Series 40, MeeGo, Android, WebOS, Windows Phone, Bada, PlayStation Vita и BlackBerry. Помимо официальных клиентов, благодаря открытому для всех желающих API, существует возможность также использовать сторонние приложения, такие как Untappd, Gravity, Sym4Square, Path, SoundTracking, Waze и т. п.

## День Foursquare

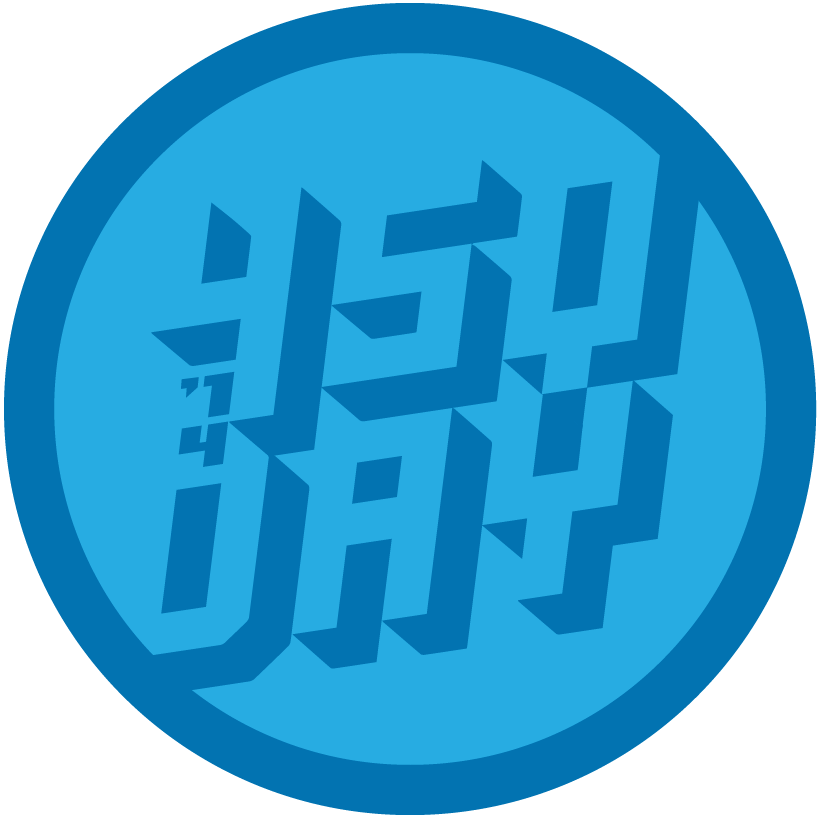
4sqDay 2014

День Foursquare (4sqDay) — это мировое мероприятие, стартовавшее в 2010 в американском городе Тампа, штат Флорида. Событие проходит ежегодно 16 апреля (апрель — четвёртый месяц в году, а число 16 — это 4 в квадрате (тут прослеживается игра слов, так как в переводе с английского языка фраза «four square» звучит, как «четыре в квадрате»)).
Официальный сайт: 4sqday.com Архивная копия от 4 сентября 2012 на Wayback Machine.

## Foursquare и секретные объекты
Возможности мобильного приложения Foursquare быстро опубликовывать на сайте местоположение чек-ина участника с фотографиями, и бесконтрольные действия некоторых граждан — участников социальной сети Foursquare, журналистов и приглашённых лиц, производивших чек-ины во время посещения резиденций Президента Российской Федерации, находящихся под особым режимом охраны, обеспокоили Федеральную службу охраны РФ. Точное местоположение этих резиденций и маршруты передвижения объектов охраны ФСО являются государственной тайной. По мнению ФСО, раскрытие этих сведений, тем более в режиме реального времени, может представлять угрозу жизни охраняемым и другим лицам. В связи с этим ФСО решила ограничить пользование мобильными устройствами сотрудникам и журналистам в резиденциях Президента России.